# Rerep
Le rerep (ou pangkumu, Pangkumu Bay, tisman) est une langue océanienne parlée au Vanuatu par 380 locuteurs (en 1983) dans l’est de Malekula. Le tisman est un dialecte.